# 塔拉西夫卡 (捷季耶夫區)
49°23′33″N 29°31′44″E / 49.39250°N 29.52889°E
塔拉西夫卡（烏克蘭語：Тарасівка）是位於烏克蘭北部的村莊，由基辅州白采爾克瓦區的泰蒂伊夫市鎮負責管轄。該村面積0.3平方公里，海拔高度221米，2001年人口24，人口密度每平方公里79.7人。